# Toneelgroep Centrum
Toneelgroep Centrum was een toneelgezelschap uit Nederland.
Het gezelschap werd in 1960 opgericht en kwam voort uit de in 1950 door regisseur en acteur Egbert van Paridon opgerichte toneelgroep Puck. In de aanvankelijke vestigingsplaats Haarlem had men geen eigen theater tot zijn beschikking. Daarom verhuisde het gezelschap in 1975 naar Amsterdam, waar het vaste bespeler en eigenaar werd van het Theater Bellevue aan de Leidsekade. Het aangrenzende theatercafé kreeg zijn naam na een plaatselijk vertoningsverbod van Centrums destijds onzedelijk geachte voorstelling van Plautus' comedie De Smoeshaan (1969).
Toneelgroep Centrum werd vooral bekend door zijn uitvoeringen van modern Engels toneel, met destijds opzienbarende Nederlandse premières van bijvoorbeeld het werk van Harold Pinter (Het Verjaardagsfeest, 1962, Een beetje Pijn, 1963 Thuiskomst, 1967) van Edward Bond (Gered, 1968) en Joe Orton (Lief zijn voor Sloane). 
Centrum positioneerde zich ook als fervent voorvechter van het uitvoeren van oorspronkelijke Nederlandse stukken, zoals Ajax-Fijenoord (1969), en Kees de Jongen, (naar Theo Thijssen) van Gerben Hellinga (1970), De Verzoeking van Hugo Claus  (1981), Van de Koele Meren Des Doods (naar Frederik van Eeden) (1976) en Sterke Drank in Oud-Zuid van Ton Vorstenbosch (1983),  Kutzwagers van Wim T. Schippers en Junkie Verdriet van René Seegers, Leon de Winter, Jean van de Velde (1981). 
Tot de gezichtsbepalende regisseurs behoorden Walter Kous en Peter Oosthoek. Het werk van de dramaturgen Hans Roduin en Carel Alphenaar was van grote invloed op het repertoire.
In 1987 fuseerde het gezelschap met het Publiekstheater tot het nieuwe gezelschap Toneelgroep Amsterdam.